# Paralelo 52 S
O Paralelo 52 S é um paralelo no 52° grau a sul do plano equatorial terrestre.
Um trecho da fronteira Argentina-Chile é definido por este paralelo.
Começando pelo Meridiano de Greenwich e tomando a direção leste, o paralelo 52° Sul passa sucessivamente por:
| País, território ou mar   | Notas                                  |
| ------------------------- | -------------------------------------- |
| Oceano Atlântico          |                                        |
| Oceano Índico             |                                        |
| Oceano Pacífico           |                                        |
| Chile                     | Arquipélago Patagónico e continente    |
| Fronteira Argentina-Chile |                                        |
| Argentina                 |                                        |
| Oceano Atlântico          |                                        |
| Ilhas Malvinas            | Território reivindicado pela Argentina |
| Oceano Atlântico          |                                        |